# Amata melanothorax
Amata melanothorax är en fjärilsart som beskrevs av Johannes Karl Max Röber 1929. Amata melanothorax ingår i släktet Amata och familjen björnspinnare. Inga underarter finns listade i Catalogue of Life.